# Slaget vid Waterberg
Massakern vid Waterberg var inledningen till det tyska folkmordet på hererofolket i Tyska Sydvästafrika som inleddes med denna massaker den 11 augusti 1904. Den tyske befälhavaren Lothar von Trotha hade genom list och falska förespeglingar lyckats få större delen av hererofolket att samlas vid Waterberg. Det fanns olika uppfattningar inom hererofolket om vad man skulle göra. Några ville vänta på regnperioden och sedan försöka ta sig över Omahekeöknen och lämna sitt land, andra ville stanna och förhandla med tyskarna medan andra ville fortsätta kriga. Hereros gjorde under tiden före massakern upprepade försök att förhandla med tyskarna men detta avvisades konsekvent av von Trotha. Hereros omringades av tyska trupper med kulsprutor. Meningen var att anfalla från alla håll för att döda alla som befann sig inom inringningen. Det är inte historiskt belagt, men troligt att von Trotha insett det omöjliga i att mörda tiotusentals män, kvinnor och barn på en gång varför han lämnat den svagaste delen av inringningen mot Omahekeöknen. Då hereros följaktligen lyckades bryta sig ut denna väg var deras öde beseglat. De jagades tillsammans med sin boskap rakt ut i öknen. Ytterst få överlevde, framförallt inte kvinnor, barn och äldre. Att kalla massakern ett slag är missvisande då massakern var planerad som ett "straff" för de upproriska. Massakern följdes sedan upp av att man placerade de överlevande i koncentrationsläger där de fick arbeta och svälta ihjäl.